# Dos caras (álbum de Plan 4)
Dos caras es el segundo álbum de estudio de la banda de groove metal Plan 4, editado en 2007. Tiene 14 temas y cuenta con la participación de Marcelo Corvalán (Carajo) en la canción Señor de la guerra.

## Canciones
1. Radiochaos
2. El mundo gira (igual)
3. Ella
4. La jaula
5. Señor de la guerra
6. En el olvido
7. Refugio
8. Dos caras
9. Ardientes corazones
10. Más allá de la razón
11. Condena
12. El sobreviviente
13. La ira de Dios
14. Mi religión

- Datos: Q5813735